# 北抜き
北抜き（ぺーぬき）は、古典的な三人麻雀のルール。東天紅に比べて和了平均点が低い。

## 概要
- 北は抜きドラ。
- 役・点数計算が通常と異なる。
- めくりドラが存在する。
- 和了には2点が必要（ドラも1点と数えてよい）。
- 前局の和了者が次局の親になる。

## めくりドラ
和了時に嶺上牌から2枚めくり、その2枚の次位牌（ネクスト牌）をドラとして加点する。

## 北抜きの計算方法の概説
符計算は行わず、あがり役の点を加算してゆく。
- 例1：和了（1点）+門前（1点）+立直（2点）+放銃（2点）+七対子（3点）+ドラ1（1点）＝10点
- 例2：和了（1点）+ドラ1（1点）＝2点

自摸和了は両方から・出和了は放銃者から点棒を貰う。

## 北抜きの役
1点役
- 和了
- 門前
- ドラ

2点役
- 立直
- 一発
- 放銃（和了に必要な点には数えない）

3点役
- 七対子

6点役
- 清一色

12点役
- 役満

## チョンボ
チョンボは10点オールの罰符となる。